# Mouriri pauciflora
Mouriri pauciflora är en tvåhjärtbladig växtart som beskrevs av Richard Spruce och Célestin Alfred Cogniaux. Mouriri pauciflora ingår i släktet Mouriri och familjen Melastomataceae.
Artens utbredningsområde är Venezuela. Inga underarter finns listade i Catalogue of Life.